# Новобельковка
Новобельковка — село в Балаковском районе Саратовской области, в составе сельского поселения Быково-Отрогское муниципальное образование.
Население — 10 (2010).

## История
Основана в 1833 году. Владельческая деревня Бельковка упоминается в Списке населённых мест Российской империи по сведениям за 1859 год. Согласно Списку деревня относилась к Николаевскому уезду Самарской губернии, в ней имелся 31 двор, проживали 118 мужчин и 106 женщин. Деревня располагалась на расстоянии 67 вёрст от уездного города по левую сторону Балаковского тракта, ближе к границе Новоузенского уезда.
После крестьянской реформы деревня была отнесена Каменно-Сарминской волости.  Согласно населённых мест Самарской губернии по сведениям за 1889 год в деревне Ново-Бельковке имелось 88 дворов, проживали 544 жителя (русские православного вероисповедания), работали 2 ветряные мельницы. Согласно переписи 1897 года в селе проживали 585 человек, православных - 580.
Согласно Списку населённых мест Самарской губернии 1910 года село населяли бывшие помещичьи крестьяне, преимущественно русские, православные, 311 мужчин и 334 женщины (113 двора), в селе имелись церковь и церковно-приходская школа, земельный надел - 538 десятин удобной и 6 десятин неудобной земли.
В 1926 году в Ново-Бельковке насчитывалось 111 домохозяйств, 201 мужчина и 248 женщин, имелась школа 1-й ступени. В период коллективизации село стало частью колхоза имени Фрунзе. В послевоенные годы Новобельковка входила в Большекушумский сельсовет
С 1935 по 1958 год село относилось к Чапаевскому району Саратовской области. В составе Балаковского района - с 1958 года.

## Физико-географическая характеристика
Село находится в Заволжье, на правом берегу реки Большой Кушум (левый приток реки Большой Иргиз), на высоте около 30 метров над уровнем моря. Почвы - чернозёмы солонцеватые.
Село расположено примерно в 40 км по прямой в юго-восточном направлении от районного центра города Балаково. По автомобильным дорогам расстояние до районного центра составляет 79 км, до областного центра города Саратов - 200 км.
Часовой пояс
Новобельковка, как и вся Саратовская область, находится в часовой зоне МСК+1. Смещение применяемого времени относительно UTC составляет +4:00.

## Население
Динамика численности населения по годам:
| Годы      | 1859 | 1889 | 1897 | 1910 | 1926 | 2002 |
| --------- | ---- | ---- | ---- | ---- | ---- | ---- |
| Население | 224  | 544  | 585  | 645  | 449  | 24   |

| 2010 |
| ---- |
| 10   |

Национальный состав
Согласно результатам переписи 2002 года русские составляли 79 % населения села.